# Itame unicoloraria
Itame unicoloraria là một loài bướm đêm trong họ Geometridae.